# La Cofradía, Morelia
La Cofradía är en ort i Mexiko.   Den ligger i kommunen Morelia och delstaten Michoacán de Ocampo, i den södra delen av landet, 220 km väster om huvudstaden Mexico City. La Cofradía ligger 2 166 meter över havet och antalet invånare är 125.
Terrängen runt La Cofradía är kuperad. Runt La Cofradía är det tätbefolkat, med 493 invånare per kvadratkilometer. Närmaste större samhälle är Morelia, 15,0 km norr om La Cofradía. I omgivningarna runt La Cofradía växer i huvudsak blandskog.